# French Open 1973
Die 72. French Open 1973 waren ein Tennis-Sandplatzturnier der Klasse Grand Slam, das von der ILTF veranstaltet wurde. Es fand vom 21. Mai bis 3. Juni 1973 in Roland Garros, Paris, Frankreich statt.
Titelverteidiger im Einzel waren Andrés Gimeno bei den Herren sowie Billie Jean King bei den Damen. Im Herrendoppel waren Bob Hewitt und Frew McMillan, im Damendoppel Billie Jean King und Betty Stöve und im Mixed Evonne Goolagong und Kim Warwick die Titelverteidiger.

## Herreneinzel
Setzliste
| Nr. | Spieler         | Erreichte Runde |
| --- | --------------- | --------------- |
| 01. | Stan Smith      | Achtelfinale    |
| 02. | Ilie Năstase    | Sieg            |
| 03. |                 |                 |
| 04. | Arthur Ashe     | Achtelfinale    |
| 05. | Manuel Orantes  | 2. Runde        |
| 06. | John Newcombe   | 1. Runde        |
| 07. | Andrés Gimeno   | 2. Runde        |
| 08. | Adriano Panatta | Halbfinale      |

| Nr. | Spieler           | Erreichte Runde |
| --- | ----------------- | --------------- |
| 09. | Cliff Richey      | 1. Runde        |
| 10. | Roger Taylor      | Viertelfinale   |
| 11. | Patrick Proisy    | 1. Runde        |
| 12. | Jimmy Connors     | 1. Runde        |
| 13. | Mark Cox          | 2. Runde        |
| 14. | Jan Kodeš         | Viertelfinale   |
| 15. | François Jauffret | Achtelfinale    |
| 16. | Tom Okker         | Viertelfinale   |

## Dameneinzel
Setzliste
| Nr. | Spielerin        | Erreichte Runde |
| --- | ---------------- | --------------- |
| 01. | Margaret Court   | Sieg            |
| 02. | Chris Evert      | Finale          |
| 03. | Virginia Wade    | Achtelfinale    |
| 04. | Evonne Goolagong | Halbfinale      |
| 05. | Nancy Richey     | Achtelfinale    |
| 06. | Françoise Dürr   | Halbfinale      |
| 07. | Helga Masthoff   | Viertelfinale   |

## Herrendoppel
Setzliste
| Nr. | Paarung                       | Erreichte Runde |
| --- | ----------------------------- | --------------- |
| 01. | John Newcombe Tom Okker       | Sieg            |
| 02. | Nikola Pilić Allan Stone      | 1. Runde        |
| 03. | Brian Gottfried Dick Stockton | Viertelfinale   |
| 04. | Cliff Drysdale Roger Taylor   | Achtelfinale    |

| Nr. | Paarung                      | Erreichte Runde |
| --- | ---------------------------- | --------------- |
| 05. | Bob Carmichael Frew McMillan | Halbfinale      |
| 06. | Jimmy Connors Ilie Năstase   | Finale          |
| 07. | Manuel Orantes Ion Țiriac    | 1. Runde        |
| 08. | Tom Gorman Erik van Dillen   | Achtelfinale    |

## Damendoppel
Setzliste
| Nr. | Paarung                         | Erreichte Runde |
| --- | ------------------------------- | --------------- |
| 01. | Margaret Court Virginia Wade    | Sieg            |
| 02. | Françoise Dürr Betty Stöve      | Finale          |
| 03. | Chris Evert Olga Morosowa       | Halbfinale      |
| 04. | Katja Ebbinghaus Helga Masthoff | Viertelfinale   |

## Mixed
Setzliste
| Nr. | Paarung                            | Erreichte Runde |
| --- | ---------------------------------- | --------------- |
| 01. | Jean-Claude Barclay Françoise Dürr | Sieg            |
| 02. | Frew McMillan Virginia Wade        | Achtelfinale    |
| 03. | Alexander Metreweli Olga Morosowa  | Achtelfinale    |
| 04. | Cliff Richey Nancy Richey          | 1. Runde        |